# Pneophyllum lobescens
Pneophyllum lobescens Y.M. Chamberlain, 1983 é o nome botânico de uma espécie de algas vermelhas pluricelulares do gênero Pneophyllum, família Corallinaceae, subfamília Mastophoroideae.
- São algas marinhas encontradas na Inglaterra e França.

## Sinonímia
- Pneophyllum plurivalidum Y.M. Chamberlain, 1983